# Atur, Dordogne

Atur este o comună în departamentul Dordogne din sud-vestul Franței. În 2009 avea o populație de 1.744 de locuitori.

## Evoluția populației
| An        | 1975 | 1982  | 1990  | 1999  | 2006  | 2009  |
| --------- | ---- | ----- | ----- | ----- | ----- | ----- |
| Populație | 836  | 1.082 | 1.248 | 1.491 | 1.668 | 1.744 |